# Gasparo Pagani
Gasparo Michel-Marie Pagani de la Torre (San-Georgio, Piemont, 12 februari 1796 - Woubrechtegem, 10 mei 1855), ook Gaspard Pagani, was een wiskundige, hoogleraar aan de Rijksuniversiteiten van Leuven en Luik en aan de Katholieke Universiteit Leuven.

## Levensloop
Toen Pagani veertien was, verklaarde zijn leraar wijsbegeerte in het college van Valenza, dat hij daar niets meer bij te leren had. Hij trok toen naar de Universiteit van Turijn. Hij promoveerde er tot burgerlijk ingenieur (1816) en tot ingenieur hydraulica (1817).
Als groot voorstander van de Italiaanse onafhankelijkheid werd hij gedwongen in 1820 op de vlucht te slaan. Via Zwitserland belandde hij in 1822 in het Verenigd Koninkrijk der Nederlanden en vroeg er asiel aan. Hij vestigde zich in Brussel en kwam in contact met Adolphe Quetelet.
In 1825 werd hij lid van de Koninklijke Academie voor Wetenschappen, Letteren en Schone Kunsten in Brussel en in 1826 werd hij tot hoogleraar benoemd aan de Rijksuniversiteit Leuven. Hij doceerde er algebra, meetkunde en meetkundige ontleding. Hij stond mee aan de wieg van de vernieuwde belangstelling voor de wiskunde in de Belgische provincies.
In 1832 werd hij, na de Belgische Revolutie, hoogleraar aan de Rijksuniversiteit Luik. Hij begon er aan grote werkzaamheden van analytische mechanica en werd de gangmaker en de eerste voorzitter van de Luikse Société Royale des Sciences de Liège.
In 1835 verhuisde hij weer naar Leuven, ditmaal benoemd tot hoogleraar aan de Katholieke Universiteit Leuven.
Pagani, die in Italië markies was, huwde in 1826 met Francisca Xaveria Coleta de Waepenaert de Termiddel-Erpen. Het koppel woonde in Leuven, maar Francisca had ook een kasteel in Woubrechtegem, waar hij in 1855 overleed.

## Publicaties

### In boekvorm
- Sur le mouvement du fil flexible, bekroond door de Koninklijke Academie in Brussel, Brussel, P.-J. Demat, 1826.
- Mémoire couronné en réponse à la question proposée par l'Académie royale des sciences de Bruxelles pour l'année 1824: "On sait que les lignes spiriques ou sections annulaires sont des courbes formées par l'intersection d'un plan avec la surface du solide engendré par la circonvolution d'un cercle autour d'un axe donné de sa position; on demande l'équation générale de ses courbes et une discussion complète de cette équation; avec 3 planches", Brussel, P. J. Demat, 1826.
- Résumé des leçons sur la géométrie et la mécanique des arts industriels, professées à l'Université de Louvain, Louvain, Michel, 1827.

### Publicaties bij de Koninklijke Academie
- Sur le principe des vitesses virtuelles, T. 3, 1824.
- Sur l'équilibre des systèmes flexibles, T. 4, 1827.
- Sur le développement des fonctions arbitraires en séries, dont les termes dérivent de la même fraction continue, en y faisant varier une constante ou paramètre, T. 5, 1828.
- Sur la théorie des projections algébriques et sur son application au mouvement de traduction d'un corps solide, T. 7, 1832.
- Sur l'intégration d'un corps d'équations aux différentielles partielles linéaires, relatives au mouvement de la chaleur, T. 8, 1834.
- Note sur l'équilibre d'un système dont une partie est supposée inflexible et l'autre partie flexible et extensible.
- Sur un problème du calcul des variations, T. 9, 1835.

### Artikels gepubliceerd in de «Correspondance mathématique et physique» vanAdolphe Quetelet
- Sur les vitesses virtuelles, T. 2 & 3.
- Sur les lignes spiriques, T. 2.
- Sur la résonance d'une corde d'instrument, T. 3.
- Sur la théorie de la chaleur, T. 4 & 8.
- Sur la dynamique, T. 4, 5 & 6.
- Sur la rotation des corps, T. 4.
- Sur l'optique, T. 5.
- Sur la balistique, T. 7.